# 马诺姆
马诺姆（法語：Manom，法語發音：[manɔm]；洛林法兰克语：Munnowen）是法国摩泽尔省的一个市镇，位于该省西北部，蒂永维尔市区以北，属于蒂永维尔区。

## 地理
马诺姆（49°22'13"N, 6°11'17"E）面积10.39 平方千米，位于法国大東部大區摩泽尔省，该省份为法国东北部内陆省份，是洛林的一部分，西南接默尔特-摩泽尔省，东临下莱茵省，北与卢森堡和德国接壤。
与马诺姆接壤的市镇（或旧市镇、城区）包括：下阿姆、大埃唐日、蒂永维尔、于茨。
马诺姆的时区为UTC+01:00、UTC+02:00（夏令时）。

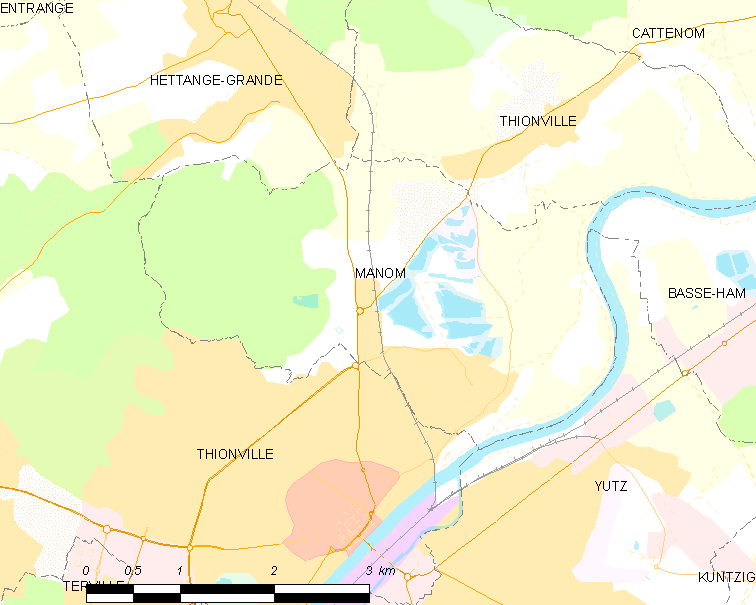
马诺姆的OSM定位图

## 行政
马诺姆的邮政编码为57100，INSEE市镇编码为57441。

## 政治
马诺姆所属的省级选区为于茨县。

## 人口

1962-2008年间马诺姆人口变化图示

马诺姆于2022年1月1日时的人口数量为3074人。